# Coleoxestia julietae
Coleoxestia julietae là một loài bọ cánh cứng trong họ Cerambycidae.